# Fordyce, Arkansas
Fordyce är administrativ huvudort i Dallas County i Arkansas. Orten har fått sitt namn efter järnvägsdirektören Samuel Fordyce. Fordyce hade 4 300 invånare enligt 2010 års folkräkning.